# Canciones andaluzas para 2 guitarras
Canciones andaluzas para dos guitarras (Utwory andaluzyjskie na dwie gitary) – pierwszy z czterech albumów kolaboracyjnych braci Paca de Lucii i Ramóna de Algecirasa.

## Lista utworów
| 1.  | "Que viene el coco" | 2:47  |
|     |                     |       |
| 2.  | "La Zarzamora"      | 2:18  |
|     |                     |       |
| 3.  | "Canción del río"   | 3:20  |
|     |                     |       |
| 4.  | "Al Conquero"       | 2:28  |
|     |                     |       |
| 5.  | "Los piconeros"     | 2:35  |
|     |                     |       |
| 6.  | "Roja de celos"     | 3:00  |
|     |                     |       |
| 7.  | "Pepa Banderas"     | 2:27  |
|     |                     |       |
| 8.  | "El Inclusero"      | 3:06  |
|     |                     |       |
| 9.  | "Limosna de amores" | 2:40  |
|     |                     |       |
| 10. | "Romance gitano"    | 2:55  |
|     |                     |       |
| 11. | "Te lo juro yo"     | 2:36  |
|     |                     |       |
| 12. | "Abril en Sevilla"  | 2:43  |
|     |                     |       |
|     |                     | 32:55 |
|     |                     |       |

## Personel
Paco de Lucía – gitara flamenco

Ramón de Algeciras – gitara flamenco

Antonio Valdepeñas – zapateado

Antoñita Imperio – kastaniety

Pilar La Cubanita – Palmas (instrumenty perkusyjne)